# Giulia Enders
Giulia Enders (ur. 1990 w Mannheim) – niemiecka lekarka i popularyzatorka nauki. Rozgłos zyskała za sprawą swojej książki Darm mit Charme, opublikowanej w 26 krajach (w tym w Polsce jako Historia wewnętrzna). Autorką ilustracji do książki jest Jill Enders, siostra Giulii (matka wychowywała je samotnie, co wspomniano w dedykacji).
Po ukończeniu studiów pracowała w szpitalu Israelitisches Krankenhaus w Hamburgu jako lekarka w trakcie specjalizacji z interny. Pisywała też artykuły popularnonaukowe, m.in. do Die Zeit.

## Wybrane publikacje
- Historia wewnętrzna. Jelita - najbardziej fascynujący organ naszego ciała (tytuł oryginalny Darm mit Charme), ilustracje Jill Enders, tłum. Urszula Szymanderska, wyd. Feeria 2015.